# SS Rotterdam
«Роттердам» (англ. SS Rotterdam), также известный как «Великая дама» (англ. The Grande Dame), — бывший океанский лайнер и круизное судно, с 2010 года функционирует как плавучий отель в Роттердаме, Нидерланды. Он был спущен на воду королевой Нидерландов Юлианой на торжественной церемонии 13 сентября 1958 года и завершён строительством следующим летом.
«Роттердам» стал последним великим нидерландским «государственным кораблём», при строительстве и оснащении которого использовались лучшие ремесленные навыки Нидерландов. Его карьера длилась 41 год. Он ходил под парусом с 1959 года до своего окончательного вывода из эксплуатации в сентябре 2000 года.

## Концепция и дизайн
Первоначально этот корабль задумывался как «напарник» к популярному лайнеру «Новый Амстредам», запущенному в 1937 году. Однако начало Второй мировой войны в Европе привело к приостановке работ. Когда в начале 1954 года экономические условия вновь стали благоприятными для завершения строительства нового судна, на горизонте уже можно было разглядеть закат эры океанских лайнеров как основного вида транспорта.
Дизайнеры учли это и создали инновационное судно — двухклассовое судно с горизонтальной перегородкой, подвижными перегородками и уникальной двойной лестницей, позволяющей легко переоборудовать его для круизных рейсов. Спуск на воду 13 сентября 1958 года в присутствии королевы Юлианы собрал огромную толпу, насчитывающую десятки тысяч людей на обоих берегах реки. Механизмы «Роттердама» были перенесены в кормовую часть, что стало традиционным расположением для двух третей двигателей. Вместо дымовой трубы были установлены две вытяжные трубы. Для обеспечения устойчивости на средней части корпуса над надстройкой была построена большая рубка, что в то время вызвало много споров.

## История

### «Роттердам»

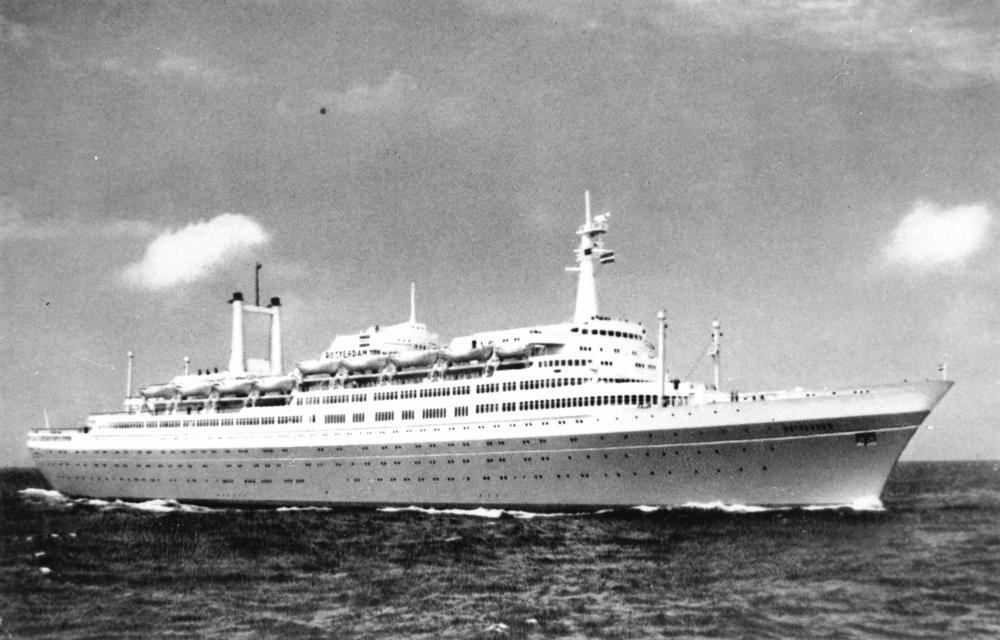
«Роттердам» в море

Ходовые испытания и передача лайнера компании Holland America Line состоялись 20 июля 1959 года, за несколько месяцев до его первого пересечения Атлантического океана. В своем первом рейсе он перевез тогдашнюю кронпринцессу Нидерландов в Нью-Йорк.
В связи с ростом популярности авиаперевозок всё больше трансатлантических лайнеров выводились из эксплуатации. Эта тенденция привела к тому, что в 1968 году «Роттердам» был окончательно выведен из трансатлантических рейсов. После этого судно прошло небольшой ремонт для постоянного использования в круизах и начало свою новую жизнь в качестве круизного лайнера. После ремонта «Роттердам» стал одноклассовым судном.
В течение 1970-х и начала 1980-х годов корабль становился всё более популярным, особенно среди пассажиров из США и Австралии. После очередной модернизации в 1977 году вместимость судна снизилась с 1499 до 1144 человек. К 1980-м годам корабль сформировал традицию: зимние круизы в Карибском море и летние в Аляске, с редкими, но популярными кругосветными путешествиями. В 1989 году Carnival Cruise Lines приобрела Holland America Line.

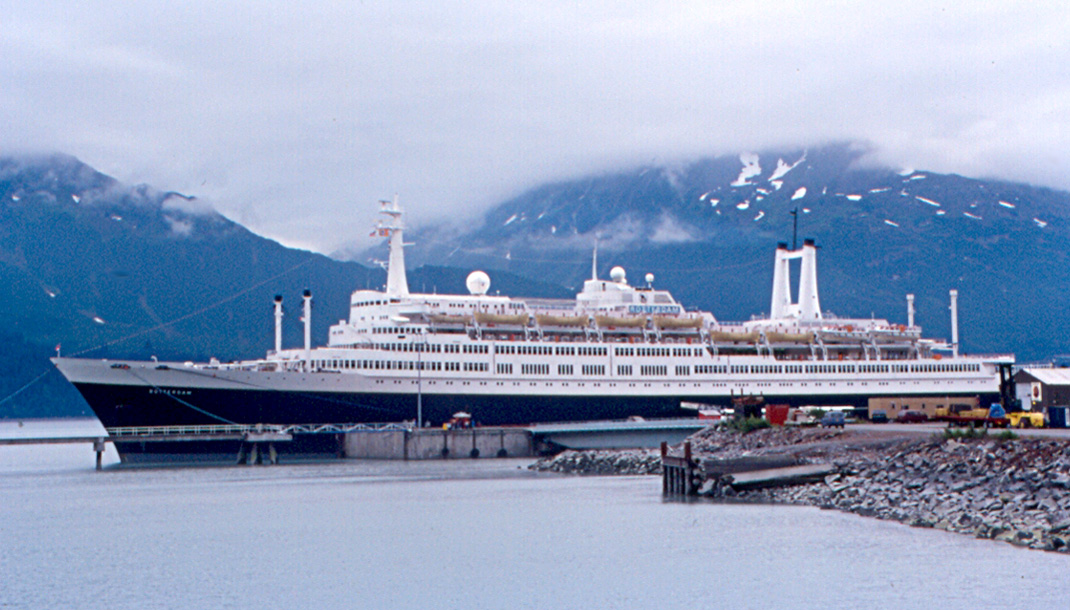
«Роттердам» в Валдиз, Аляска, 1997 год, последний год работы в Holland America Line.

Судно находилось в эксплуатации до 1997 года, когда компания Carnival объявила, к большому разочарованию преданных фанатов корабля, что модернизация для соответствия новым правилам SOLAS 1997 года обойдётся в 40 миллионов долларов. Хотя у Carnival были средства для модернизации, компания решила списать судно, которое называла «старым кораблём». Для замены был заказан новый корабль, шестой по счёту Rotterdam, на верфях Fincantieri в Италии. Гала-круиз завершил последний сезон корабля 30 сентября 1997 года.
Существовало предложение вернуть судно в порт приписки — Роттердам, где оно должно было функционировать как круизный лайнер-отель. Однако это предложение не было реализовано. Также ходили слухи о возможной продаже судна на металлолом в Азии, как это произошло с похожим судном «Канберра». В октябре 1997 года «Роттердам» был продан компании Premier Cruise Line (первоначально Premier хотела приобрести «Канберру», но P&O отказалась продавать её, и судно было отправлено на слом, что заставило Premier купить «Роттердам» вместо него).

### «Рембрандт»

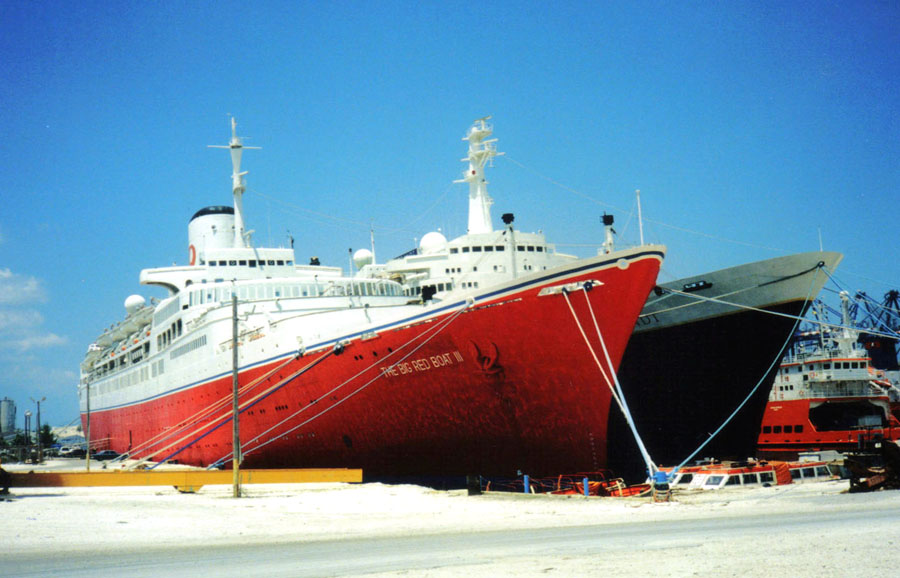
«The Big Red Boat III» и «Рембрандт» пришвартовались в гавани Фрипорта, 25 августа 2001 год

Первоначально компания Premier Cruise Line планировала переименовать судно в «The Big Red Boat IV», чтобы привести его в соответствие с другими судами компании. Однако общественное недовольство заставило Premier переименовать его в SS «Рембрандт» в честь голландского художника. Примечательно, что Premier смогла провести модернизацию корабля для соответствия новым правилам безопасности и другим требованиям за половину суммы, которую предсказывал Carnival. Ливрея судна под управлением Premier была такой же, как и под управлением HAL, но с логотипом Premier Cruise на корме и изменённым названием.
Корабль был спущен на воду для компании Premier вместе с бывшими океанскими лайнерами «Океаник», «Eugenio C» и «Трансваальский замок», которые впоследствии были переименованы в Big Red Boat I, II и III. Судно продолжало использоваться в качестве достаточно популярного круизного корабля из Порт-Канаверал, Флорида, до 13 сентября 2000 года, когда компания Premier Cruises прекратила свою деятельность.
В полночь это было официально объявлено, и капитану судна «Рембрандт» было приказано причалить в Галифаксе, Новая Шотландия, и выгрузить весь груз. Впоследствии она была арестована департаментом шерифа Галифакса до следующего утра, а затем, через несколько дней, отплыла на стоянку в Фрипорт, Багамы.
В течение трёх лет судно «Рембрандт» находилось на приколе вместе с другими судами Premier Cruise Line в Фрипорте, Багамские Острова. Существовали опасения, что его могут продать на металлолом, как это произошло с некоторыми другими судами компании в Азии. В мае 2003 года «Рембрандт» был приобретён компанией Rotterdam Dry Dock Company (RDDC) с целью вернуть его в родной порт Роттердам, где он должен был использоваться в качестве плавучего отеля.

## Реставрация и открытие отеля

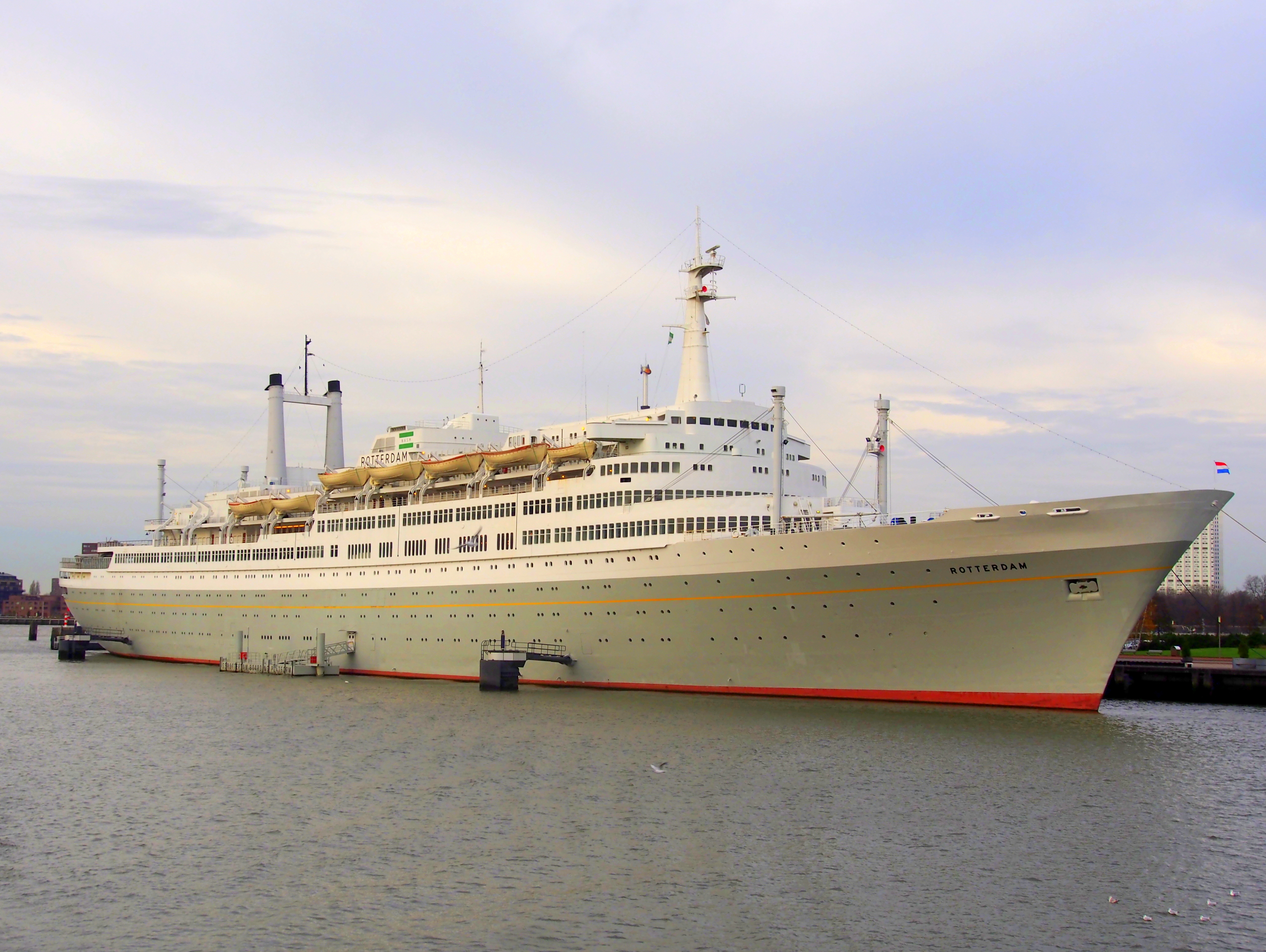
«Роттердам» на постоянной стоянке — отель и музей, расположенные в одном месте, 2015 год

12 июля 2004 года «Рембрандт» прибыл в Гибралтар для проведения работ по инкапсуляции и удалению асбеста, которые выполняла британская компания Cuddy Group. Затем судно отправилось в Кадис, где его корпус был перекрашен в оригинальный серый цвет Holland America, а название было возвращено к первоначальному «Роттердам». После этого оно направилось сначала в Польшу, а затем в Германию для завершения реставрации. Корабль вернулся в Роттердам 8 августа 2008 года.
Судно было открыто для публики 15 февраля 2010 года как комбинированный музей, отель и школа профессионального обучения. 12 июня 2013 года оно было продано компании WestCord Hotels, которая также владеет Отелем Нью-Йорк, расположенным в здании бывшей штаб-квартиры Holland America Line в Роттердаме.
«Роттердам» — последнее оставшееся в эксплуатации судно бывшей круизной компании Premier Cruise Line. Бывший корабль «Starship Atlantic» был утилизирован в 2018 году.

## Также к прочтению
- Beekhuis, Boy. SS Rotterdam :  [нид.]. — Breda : NHTV Breda University of Applied Sciences, 2013.
- van Burkom, Frans. SS Rotterdam (1959): een cultuurhistorische waardestelling :  [нид.] / Frans van Burkom, B M Laan, F J Loomeijer. — Rotterdam : unpublished report commissioned by ss Rotterdam BV, 2004.
- Guns, Arnout and Nico. SS Rotterdam: Een beknopte scheepsbiografie :  [нид.]. — rev. — Zutphen : Walburg Pers, 2015. — ISBN 9789462490314.
- den Houter, F. Bouwnummer 300 SS 'Rotterdam' :  [нид.]. — Hilversum : De Boer, 1959.
- Krijnen, Romy. Bedrijfsopdracht SS Rotterdam :  [нид.]. — Breda : NHTV Breda University of Applied Sciences, 2010.
- Miller, William H. SS Rotterdam of 1959 / William H. Miller, Luís Correia. — Lisbon : Liner Books, 1997. — ISBN 9729694044.
- Moscoviter, Herman. SS Rotterdam: de thriller van de terugkeer :  [нид.]. — Schiedam : Artemis, 2008. — ISBN 9789077075760.
- Payne, Stephen M. Grande Dame: Holland America Line and the S.S. Rotterdam. — London : RINA Ltd, 1990. — ISBN 0903055120.
- Rutten, Lotte. SS Rotterdam: gezinnen met kinderen aan boord van het ss Rotterdam :  [нид.]. — Breda : NHTV Breda University of Applied Sciences, 2013.

## Внешние ссылки
- SS Rotterdam official website
- Steamship Rotterdam Foundation
- Cruise Portalia info and gallery on SS Rotterdam
- Maritime Matters - SS Rembrandt
- Willem's Maritime Pages
- Vereniging "De Lijn"
- Video Clips of Rotterdam (2013)